# HSBC Arena
HSBC Arena (fostă Arena Olimpică din Rio și RioArena) este o arenă sportivă multifuncțională cu 15.000 de locuri în Rio de Janeiro, Brazilia. Este situată în cartierul Barra da Tijuca, la mică distanță de centrul de expoziții si evenimente Riocentro. Cu ocazia Jocurilor Olimpice de vară din 2016 a fost inclusă în Parcul Olimpic din Barra.
A fost construită pentru a găzdui probele de gimnastică și de baschet la Jocurile Panamericane din 2007. De atunci a adăpostit, printre altele, Campionatul Mondial de Judo din 2007 și finala Cupei Intercontinentală de Baschet din 2014. S-au întâmplat în acest loc concertele de artiste ca Bob Dylan, Amy Winehouse, Beyonce, Eric Clapton, Sade, Lionel Richie, Maroon 5, Demi Lovato, Jennifer Lopez, Michael Bublé și Joe Cocker.
A fost aleasă pentru a găzdui cele trei probe de gimnastică la Jocurile Olimpice de vară din 2016 și proba de baschet în fotoliu rulant la Jocurile Paralimpice. Numele comerciale fiind interzise în cadrul Jocurilor Olimpice, arena va fi cunoscută din nou ca Arena Olimpică din Rio în timpul competițiilor.

## Legături externe
- pt  en  HSBCarena.com.fr, site-ul oficial
- en  fr  it  Rio de Janeiro – HSBC Arena Arhivat în 5 februarie 2016, la Wayback Machine. pe GL Events, operatorul arenei